# Przemysław Fiugajski
Przemysław Fiugajski (ur. 25 kwietnia 1978) – polski dyrygent. Studiował w Akademii Muzycznej w Krakowie dyrygenturę w klasie prof. Tomasza Bugaja oraz klawesyn w klasie prof. Elżbiety Stefańskiej. Jego zainteresowania dyrygenckie skupiają się na muzyce klasycyzmu (z uwzględnieniem historycznych praktyk wykonawczych) oraz współczesnej.

## Życiorys
Ukończył Zespół Szkół Muzycznych im. Karola Szymanowskiego w Toruniu. Występował z orkiestrami filharmonicznymi w Krakowie, Kielcach, Lublinie, Koszalinie, Gdańsku, Szczecinie, Białymstoku, Katowicach, Zabrzu, z Sinfoniettą oraz Musicae Antiquae Collegium Varsoviense Warszawskiej Opery Kameralnej, Narodową Orkiestrą Symfoniczną Polskiego Radia w Katowicach, Toruńską Orkiestrą Symfoniczną, Płocką Orkiestrą Symfoniczną, Polską Orkiestrą Sinfonia Iuventus, Elbląską Orkiestrą Kameralną, Śląską Orkiestrą Kameralną, Orkiestrą Opery Bałtyckiej, Litewską Narodową Orkiestrą Symfoniczną, Orkiestrą Filharmonii Kameralnej w Pradze oraz z wieloma zespołami wykonującymi muzykę współczesną. Poprowadził wiele prawykonań, występując na międzynarodowych festiwalach: Write & Play (2000), Aksamitna Kurtyna (2000), Międzynarodowe Dni Muzyki Kompozytorów Krakowskich (2001, 2008), Audio Art (2001, 2003), Andrzej Nikodemowicz – czas i dźwięk (2012, 2014, 2015). Dwukrotnie wystąpił na Międzynarodowym Festiwalu Muzyki Współczesnej „Warszawska Jesień”: w 2002 roku poprowadził światowe prawykonanie opery O. Balakauskasa La lointaine, zaś w 2004 roku – prawykonania utworów W.Z. Zycha i P. Mykietyna. Jako dyrygent jest regularnie zapraszany na, organizowaną przez Towarzystwo Muzyczne im. I.J. Paderewskiego w Bydgoszczy, Paderewski Piano Academy – unikalne kursy mistrzowskie, podczas których młodzi pianiści z całego świata pod okiem wybitnych profesorów (m.in. I. Schepsa, K. Popowej-Zydroń, Đặng Thái Sơna, Ph. Giusiano) pracują z orkiestrą symfoniczną nad bardzo szerokim repertuarem koncertowym. We wrześniu 2015 roku decyzją Ministra Kultury i Dziedzictwa Narodowego prof. M. Omilanowskiej został (obok prof. dr hab. T. Miczki, J. Kaspszyka, Ł. Borowicza i M. Jurowskiego) powołany do Rady Artystycznej Polskiej Orkiestry Sinfonia Iuventus.
Od września 2003 roku pracuje w Warszawskiej Operze Kameralnej, gdzie uczestniczył w realizacjach kilkunastu tytułów. Miał okazję współpracować z plejadą wybitnych polskich wokalistów, m.in. z O. Pasiecznik, A. Radziejewską, J. Artyszem, W. Gierlachem, A. Rucińskim. Ważnym obszarem działalności Przemysława Fiugajskiego w WOK jest regularna współpraca z orkiestrą instrumentów dawnych Musicae Antique Collegium Varsoviense. Z orkiestrą tą z dużym powodzeniem wykonuje koncertowy repertuar klasyczny i wczesnoromantyczny. Jego koncerty z tą orkiestrą były transmitowane na falach Programu Drugiego Polskiego Radia.

## Nagrania
W maju 2006 roku dokonał dla Polskiego Radia nagrania archiwalnego I Symfonii Wojciecha Ziemowita Zycha (z Polską Orkiestrą Radiową). W listopadzie 2007 roku nagrał dla Polskiego Wydawnictwa Audiowizualnego Ładnienie Pawła Mykietyna (z Jerzym Artyszem jako solistą, płyta zawierająca to nagranie zdobyła dwie nagrody Fryderyk 2009). Jego płyta z muzyką symfoniczną Wojciecha Ziemowita Zycha, nagrana z Orkiestrą Opery i Filharmonii Podlaskiej w Białymstoku dla wytwórni Dux, zdobyła w 2010 roku nagrodę Supersonic przyznawaną przez wychodzące w Luksemburgu pismo „Pizzicato”. Także dla wytwórni Dux nagrał ze Śląską Orkiestrą Kameralną oraz Orkiestrą i Chórem Filharmonii Śląskiej w Katowicach utwory na płyty monograficzne kompozytorów: Michała Dobrzyńskiego (2012) i Agnieszki Stulgińskiej (2013).

## Nagrody
Jest autorem dramatów i opowiadań. Jego debiutanckie Wariacje bernhardowskie zwyciężyły w konkursie zorganizowanym w ramach festiwalu EuroDrama we Wrocławiu (2004) i weszły na afisz Teatru Polskiego we Wrocławiu, a później Teatru Powszechnego w Warszawie i Teatru im. A. Mickiewicza w Częstochowie. Opera kameralna Dariusza Przybylskiego Głosy z wody z librettem Przemysława Fiugajskiego znalazła się w 2010 roku w finale konkursu kompozytorskiego Berliner Opernpreis (premiera w Warszawskiej Operze Kameralnej w listopadzie 2014 roku). Podczas festiwalu Warszawska Jesień w 2012 roku swoją premierę miał jego monodram Księżycowy Pierrot z muzyką Macieja Jabłońskiego (powtórzony w 2013 roku w Krakowie w ramach festiwalu AudioArt).
W 2021 roku został odznaczony Medalem Honorowym Prezydenta Miasta Torunia „Thorunium”.